# Монолитный юг

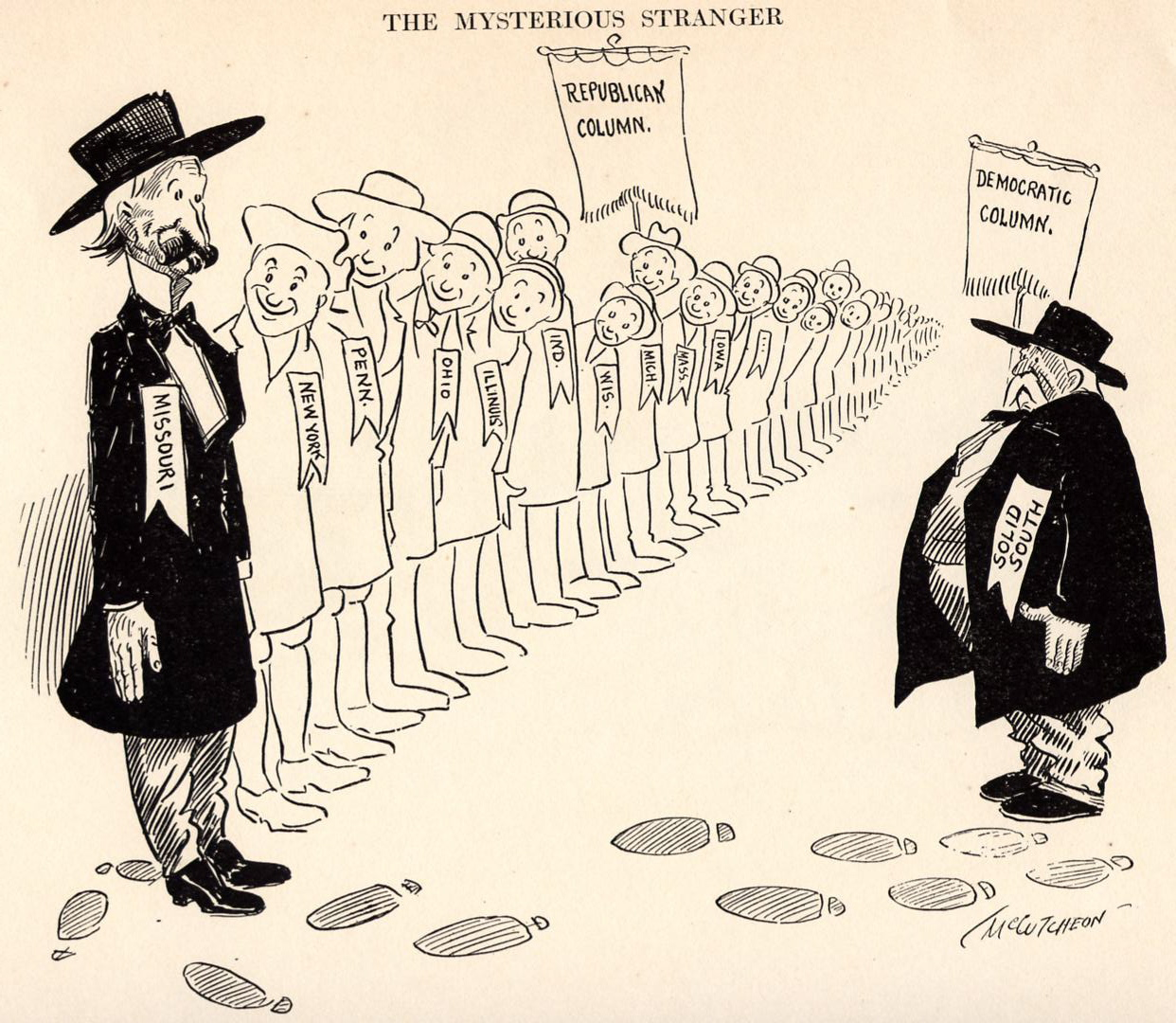
Карикатура. Первый прорыв на сплочённом юге: Миссури голосует за республиканца Теодора Рузвельта (1904).

Solid South («Сплочённый Юг», «Монолитный Юг») — термин, появившийся в США в 1870-х годах во времена Реконструкции. Он характеризует политическое, социальное и культурное единство южных штатов США. Позднее этот термин стал синонимом больших политических успехов Демократической партии в этих штатах с 1876 по 1964 годы на президентских и других выборах. Рядом исследователей характеризуется как пример однопартийной системы.

## История
Понятие «Сплочённого Юга» появилось в политической системе США в середине XIX века, обозначая южные штаты США (и на протяжении некоторого времени Конфедеративные Штаты Америки), традиционно голосовавшие за Демократическую партию.
Подобная историческая практика длилась со времен Реконструкции после Гражданской войны в США и до 1970-х. Первым, хотя и незначительным на тот момент, расколом в Сплочённом Юге стал штат Миссури, проголосовавший в 1904 году за республиканца Тедди Рузвельта. Начиная с внедрения «Южной Стратегии» авторства Ричарда Никсона по отвоёвыванию местного электората у демократов и до нынешних времён понятие Сплочённого Юга является неактуальным.
Теперь эти территории обычно голосуют за республиканцев. Джимми Картер также получил поддержку многих южных штатов, но лишь ввиду того, что он сам был уроженцем Джорджии и эпоха Южной Стратегии во время выборов 1976-го только начиналась. Многие связывают это с тем, что президент Кеннеди, а позже и Линдон Джонсон поддержали Закон о гражданских правах 1964 г., пожертвовав голосами консервативных демократов и сегрегационистов.
В начале Гражданской войны в США насчитывалось 34 штата, 15 из которых были рабовладельческими. Рабство также было законным в округе Колумбия. Одиннадцать из этих рабовладельческих штатов отделились и образовали Конфедерацию: Южная Каролина, Миссисипи, Флорида, Алабама, Джорджия, Луизиана, Техас, Виргиния, Арканзас, Теннесси и Северная Каролина. При этом в составе Союза остались рабовладельческие штаты Мэриленд, Миссури, Делавэр и Кентукки, получившие название пограничных. В 1861 г. из состава Виргинии была создана Западная Виргиния, которая была принята в состав Союза 1863 г. и также считалась пограничным штатом. К тому времени, когда в 1863 году была принята Прокламация об освобождении рабов, Теннесси уже находился под контролем Союза. Несколько приграничных штатов отменили рабство до окончания Гражданской войны: Мэриленд в 1864 г., Миссури в 1865 г., конфедеративное Теннесси в 1865 г., Западная Виргиния в 1865 г., и округ Колумбия в 1862 г.. Однако, рабство сохранялось в Делавэре Кентукки, и бывших штата Конфедерации, пока принятая 18 декабря 1865 г. тринадцатая поправка к Конституции США не отменила рабство на всей территории страны.
Демократическое господство на Юге зародилось в борьбе белых южан во время и после Реконструкции (1865—1877) за восстановление превосходства белых и лишение гражданских прав чернокожих. Правительство США под руководством Республиканской партии победило Конфедерацию, отменило рабство и предоставило избирательные права чернокожим. В нескольких штатах чернокожие избиратели составляли большинство или были близки к этому. Республиканцы, поддерживаемые чернокожими, контролировали правительства этих штатах. Таким образом, Демократическая партия стала средством объединения сторонников превосходства белой расы «Искупителей». Ку-клукс-клан, а также другие повстанческие военизированные группы, такие как Белая лига и Красные рубашки с 1874 года, действовали как «военное ответвление Демократической партии», чтобы сорвать организацию республиканцев, а также запугать и подавить чернокожих избирателей.
К 1876 году демократы-«искупители» взяли под свой контроль правительства всех штатов на Юге. С тех пор и до 1960-х годов правительство штатов и местное самоуправление на Юге было почти полностью монополизировано демократами. Демократы здесь почти всегда избирались конгрессменами и сенаторами США, а кандидаты в президенты от Демократической партии с 1880 по 1944 г. побеждали в общей сложности в 182 из 187 штатов. Демократы укрепили лояльность белых избирателей, аппелируя к понесённым Югом страданиям во время войны от рук «захватчиков-янки» под руководством республиканцев и благородную службу своих белых предков «делу Конфедерации». Эта риторика действовала на многих южан, но не в поддерживавших во время войны Союз районах, вроде восточного Теннесси (большинство населения которого голосовало за республиканцев даже в период монолитного Юга).

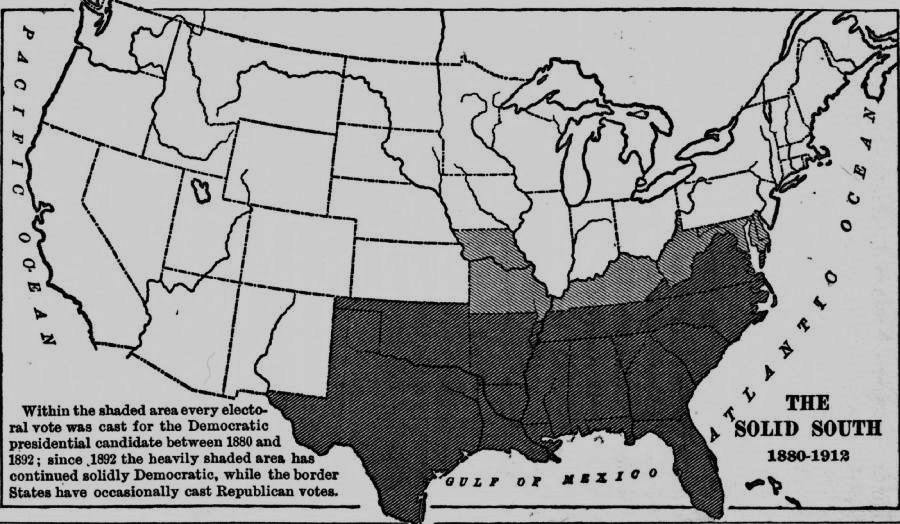
Монолитный юг с 1880 по 1912 гг.

Даже после того, как белые демократы восстановили контроль над законодательными собраниями штатов, некоторые чернокожие кандидаты продолжали избираться в местные органы власти, обычно из преимущественно черных районов. Также в 1890-х годах у популистов появились последователи на Юге среди бедных белых людей, которые негодовали на истеблишмент Демократической партии. Популисты заключили союзы с республиканцами (включая черных республиканцев) и бросили вызов демократам, в некоторых случаях даже побеждая их.
Чтобы предотвратить такие коалиции в будущем и положить конец насилию, связанному с препятствованием голосованию чернокожих, южные демократы лишили избирательных прав как чернокожих, так и белых бедняков. С 1890 по 1910 гг., начиная с Миссисипи, южные штаты принимали новые конституции и другие законы, включая различные механизмы ограничения регистрации избирателей, лишив избирательных прав практически всех чернокожих и многих бедных белых. Эти механизмы применялись ко всем гражданам; на практике они лишили избирательных прав большинство чернокожих, а также "удалили бы [из списков избирателей] менее образованных, менее организованных, более обедневших белых, и это обеспечило бы однопартийные демократические правила на протяжении большей части XX в. Все южные штаты приняли положения, ограничивающие регистрацию избирателей и избирательное право, включая новые требования к избирательным налогам, более длительный срок проживания и субъективные тесты на грамотность. Некоторые также использовали метод дедушкиных оговорок, освобождая от ограничений избирателей, у которых был голосовавший в определённом году (обычно до начала Гражданской войны, когда чернокожие не могли голосовать) дедушка.

## Сплочённый Юг в президентских выборах с 1876 года
|                                                          | Демократическая Партия |           |            |           |            |            |           |            |                   |                |            |            |            |            |
| Республиканская Партия                                   |                        |           |            |           |            |            |           |            |                   |                |            |            |            |            |
| Диксикраты (демократы, боровшиеся за права Южных Штатов) |                        |           |            |           |            |            |           |            |                   |                |            |            |            |            |
| Год                                                      | Алабама                | Арканзас  | Флорида    | Джорджия  | Кентукки   | Луизиана   | Миссисипи | Миссури    | Северная Каролина | Южная Каролина | Теннесси   | Техас      | Виргиния   | Мэриленд   |
| 1876                                                     | Тилден                 | Тилден    | Хейс       | Тилден    | Тилден     | Хейс       | Тилден    | Тилден     | Тилден            | Хейс           | Тилден     | Тилден     | Тилден     | Тилден     |
| 1880                                                     | Хэнкок                 | Хэнкок    | Хэнкок     | Хэнкок    | Хэнкок     | Хэнкок     | Хэнкок    | Хэнкок     | Хэнкок            | Хэнкок         | Хэнкок     | Хэнкок     | Хэнкок     | Хэнкок     |
| 1884                                                     | Кливленд               | Кливленд  | Кливленд   | Кливленд  | Кливленд   | Кливленд   | Кливленд  | Кливленд   | Кливленд          | Кливленд       | Кливленд   | Кливленд   | Кливленд   | Кливленд   |
| 1888                                                     | Кливленд               | Кливленд  | Кливленд   | Кливленд  | Кливленд   | Кливленд   | Кливленд  | Кливленд   | Кливленд          | Кливленд       | Кливленд   | Кливленд   | Кливленд   | Кливленд   |
| 1892                                                     | Кливленд               | Кливленд  | Кливленд   | Кливленд  | Кливленд   | Кливленд   | Кливленд  | Кливленд   | Кливленд          | Кливленд       | Кливленд   | Кливленд   | Кливленд   | Кливленд   |
| 1896                                                     | Брайан                 | Брайан    | Брайан     | Брайан    | Мак-Кинли  | Брайан     | Брайан    | Брайан     | Брайан            | Брайан         | Брайан     | Брайан     | Брайан     | Мак-Кинли  |
| 1900                                                     | Брайан                 | Брайан    | Брайан     | Брайан    | Брайан     | Брайан     | Брайан    | Брайан     | Брайан            | Брайан         | Брайан     | Брайан     | Брайан     | Мак-Кинли  |
| 1904                                                     | Паркер                 | Паркер    | Паркер     | Паркер    | Паркер     | Паркер     | Паркер    | Рузвельт   | Паркер            | Паркер         | Паркер     | Паркер     | Паркер     | Паркер     |
| 1908                                                     | Брайан                 | Брайан    | Брайан     | Брайан    | Брайан     | Брайан     | Брайан    | Тафт       | Брайан            | Брайан         | Брайан     | Брайан     | Брайан     | Брайан     |
| 1912                                                     | Вильсон                | Вильсон   | Вильсон    | Вильсон   | Вильсон    | Вильсон    | Вильсон   | Вильсон    | Вильсон           | Вильсон        | Вильсон    | Вильсон    | Вильсон    | Вильсон    |
| 1916                                                     | Вильсон                | Вильсон   | Вильсон    | Вильсон   | Вильсон    | Вильсон    | Вильсон   | Вильсон    | Вильсон           | Вильсон        | Вильсон    | Вильсон    | Вильсон    | Вильсон    |
| 1920                                                     | Кокс                   | Кокс      | Кокс       | Кокс      | Кокс       | Кокс       | Кокс      | Гардинг    | Кокс              | Кокс           | Гардинг    | Кокс       | Кокс       | Гардинг    |
| 1924                                                     | Дэвис                  | Дэвис     | Дэвис      | Дэвис     | Кулидж     | Дэвис      | Дэвис     | Кулидж     | Дэвис             | Дэвис          | Дэвис      | Дэвис      | Дэвис      | Кулидж     |
| 1928                                                     | Смит                   | Смит      | Гувер      | Смит      | Гувер      | Смит       | Смит      | Гувер      | Гувер             | Смит           | Гувер      | Гувер      | Гувер      | Гувер      |
| 1932                                                     | Рузвельт               | Рузвельт  | Рузвельт   | Рузвельт  | Рузвельт   | Рузвельт   | Рузвельт  | Рузвельт   | Рузвельт          | Рузвельт       | Рузвельт   | Рузвельт   | Рузвельт   | Рузвельт   |
| 1936                                                     | Рузвельт               | Рузвельт  | Рузвельт   | Рузвельт  | Рузвельт   | Рузвельт   | Рузвельт  | Рузвельт   | Рузвельт          | Рузвельт       | Рузвельт   | Рузвельт   | Рузвельт   | Рузвельт   |
| 1940                                                     | Рузвельт               | Рузвельт  | Рузвельт   | Рузвельт  | Рузвельт   | Рузвельт   | Рузвельт  | Рузвельт   | Рузвельт          | Рузвельт       | Рузвельт   | Рузвельт   | Рузвельт   | Рузвельт   |
| 1944                                                     | Рузвельт               | Рузвельт  | Рузвельт   | Рузвельт  | Рузвельт   | Рузвельт   | Рузвельт  | Рузвельт   | Рузвельт          | Рузвельт       | Рузвельт   | Рузвельт   | Рузвельт   | Рузвельт   |
| 1948                                                     | Термонд                | Трумэн    | Трумэн     | Трумэн    | Трумэн     | Термонд    | Термонд   | Трумэн     | Трумэн            | Термонд        | Трумэн     | Трумэн     | Трумэн     | Дьюи       |
| 1952                                                     | Стивенсон              | Стивенсон | Эйзенхауэр | Стивенсон | Стивенсон  | Стивенсон  | Стивенсон | Эйзенхауэр | Стивенсон         | Стивенсон      | Эйзенхауэр | Эйзенхауэр | Эйзенхауэр | Эйзенхауэр |
| 1956                                                     | Стивенсон              | Стивенсон | Эйзенхауэр | Стивенсон | Эйзенхауэр | Эйзенхауэр | Стивенсон | Стивенсон  | Стивенсон         | Стивенсон      | Эйзенхауэр | Эйзенхауэр | Эйзенхауэр | Эйзенхауэр |
| 1960                                                     | Бёрд                   | Кеннеди   | Никсон     | Кеннеди   | Никсон     | Кеннеди    | Бёрд      | Кеннеди    | Кеннеди           | Кеннеди        | Никсон     | Кеннеди    | Никсон     | Кеннеди    |
| 1964                                                     | Голдуотер              | Джонсон   | Джонсон    | Голдуотер | Джонсон    | Голдуотер  | Голдуотер | Джонсон    | Джонсон           | Голдуотер      | Джонсон    | Джонсон    | Джонсон    | Джонсон    |
| 1968                                                     | Уоллес                 | Уоллес    | Никсон     | Уоллес    | Никсон     | Уоллес     | Уоллес    | Никсон     | Никсон            | Никсон         | Никсон     | Хамфри     | Никсон     | Хамфри     |
| 1972                                                     | Никсон                 | Никсон    | Никсон     | Никсон    | Никсон     | Никсон     | Никсон    | Никсон     | Никсон            | Никсон         | Никсон     | Никсон     | Никсон     | Никсон     |
| 1976                                                     | Картер                 | Картер    | Картер     | Картер    | Картер     | Картер     | Картер    | Картер     | Картер            | Картер         | Картер     | Картер     | Форд       | Картер     |
| 1980                                                     | Рейган                 | Рейган    | Рейган     | Картер    | Рейган     | Рейган     | Рейган    | Рейган     | Рейган            | Рейган         | Рейган     | Рейган     | Рейган     | Картер     |
| 1984                                                     | Рейган                 | Рейган    | Рейган     | Рейган    | Рейган     | Рейган     | Рейган    | Рейган     | Рейган            | Рейган         | Рейган     | Рейган     | Рейган     | Рейган     |
| 1988                                                     | Буш                    | Буш       | Буш        | Буш       | Буш        | Буш        | Буш       | Буш        | Буш               | Буш            | Буш        | Буш        | Буш        | Буш        |
| 1992                                                     | Буш                    | Клинтон   | Буш        | Клинтон   | Клинтон    | Клинтон    | Буш       | Клинтон    | Буш               | Буш            | Клинтон    | Буш        | Буш        | Клинтон    |
| 1996                                                     | Доул                   | Клинтон   | Клинтон    | Доул      | Клинтон    | Клинтон    | Доул      | Клинтон    | Доул              | Доул           | Клинтон    | Доул       | Доул       | Клинтон    |
| 2000                                                     | Буш                    | Буш       | Буш        | Буш       | Буш        | Буш        | Буш       | Буш        | Буш               | Буш            | Буш        | Буш        | Буш        | Гор        |
| 2004                                                     | Буш                    | Буш       | Буш        | Буш       | Буш        | Буш        | Буш       | Буш        | Буш               | Буш            | Буш        | Буш        | Буш        | Керри      |
| 2008                                                     | Маккейн                | Маккейн   | Обама      | Маккейн   | Маккейн    | Маккейн    | Маккейн   | Маккейн    | Обама             | Маккейн        | Маккейн    | Маккейн    | Обама      | Обама      |
| 2012                                                     | Ромни                  | Ромни     | Обама      | Ромни     | Ромни      | Ромни      | Ромни     | Ромни      | Ромни             | Ромни          | Ромни      | Ромни      | Обама      | Обама      |
| 2016                                                     | Трамп                  | Трамп     | Трамп      | Трамп     | Трамп      | Трамп      | Трамп     | Трамп      | Трамп             | Трамп          | Трамп      | Трамп      | Клинтон    | Клинтон    |
| 2020                                                     | Трамп                  | Трамп     | Трамп      | Байден    | Трамп      | Трамп      | Трамп     | Трамп      | Трамп             | Трамп          | Трамп      | Трамп      | Байден     | Байден     |
| Год                                                      | Алабама                | Арканзас  | Флорида    | Джорджия  | Кентукки   | Луизиана   | Миссисипи | Миссури    | Северная Каролина | Южная Каролина | Теннесси   | Техас      | Виргиния   | Мэриленд   |